# نخست‌وزیر کامبوج
نخست‌وزیر کامبوج (خمر: នាយករដ្ឋមន្ត្រីនៃកម្ពុជា Néayôk Rôdthâmôntrei ney Kâmpŭchéa[niəjuək rɔəttʰamɔntrəj nəj kampuciə]) رئیس دولت کامبوج است. نخست‌وزیر همچنین رئیس کابینه می‌باشد و شاخه اجرایی دولت سلطنتی کامبوج را رهبری می‌کند. نخست‌وزیر عضو پارلمان است و توسط پادشاه برای یک دوره پنج ساله منصوب می‌شود. از سال ۱۹۴۵، ۳۷نفر به عنوان نخست‌وزیر خدمت کرده‌اند. ۳۳نفر به عنوان نخست‌وزیر رسمی و ۴ نفر نقش جانشین را ایفا کردند. هان مانت از اوت ۲۰۲۳ نخست‌وزیر فعلی کامبوج است.